# Propyria ptychoglene
Propyria ptychoglene är en fjärilsart som beskrevs av George Francis Hampson 1898. Propyria ptychoglene ingår i släktet Propyria och familjen björnspinnare. Inga underarter finns listade i Catalogue of Life.